# Colaeus
Colaeus (řecky: Κωλαίος) asi 7. století př. n. l. Pocházel z ostrova Samos v Egejském moři a je považován za prvního řeckého mořeplavce, který vplul do vod Atlantského oceánu.
Svou cestu započal kolem roku 630 př. n. l. a tak jako většina objevů a cest, i tato byla dílem náhody. Spíše nešťastné. V době jeho výpravy dominovaly Evropě dva národy – Řekové obývající dnešní Řecko a pobřeží Malé Asie a Féničané, kteří v této době osidlovali severní část Afriky a jižní pobřeží Iberského poloostrova. K jeho velkým úspěchům lze také přičíst i fakt, že na své cestě byl nucen proplout skrze nepřátelské féničany ovládané území. Colaeus měl na své obchodní cestě zprvu namířeno do Egypta, avšak silná bouře a vítr ho přinutily změnit kurz plavby. A tak místo do Egypta ho vítr unášel směrem na západ napříč Středozemním mořem. Měl v úmyslu pokusit se přistát někde na pobřeží dnešní Libye, ale nedokázal vymanit svou loď ze mohutného větru a byl vydán na pospas svému osudu. Když se na dohled objevily Herkulovy sloupy – pro tehdejší Řeky nejodlehlejší místo známého světa Ekumeny, za které se nikdo neodvažoval – věděl, že jde vstříc velkému nebezpečí. Colaeus dokázal, že za touto hranicí nejen že neexistují žádné mořské příšery, nebezpečně velké vlny ani konec světa, ale že zde panují vlídné podmínky i čilý obchod. A tak konečně pokořil bájnou psychologickou bariéru v myslích všech Řeků a otevřel cestu dalším badatelským počinům.
Se svou lodí nakonec připlul do města Gadez (dnes známého jako Cádiz) a prozkoumal jižní část dnešního Španělska.